# エニアグラム
エニアグラムとは、主にエニアグラム性格論、エニアグラム人格論（英: Enneagram of Personality）を指す言葉として普及している。それは、人間の精神が世界観を形成し、自己や他者と関係する9つの戦略の傾向を説明する人格論である。エニアグラムと呼ばれる九芒星（9個の角を持つ星型多角形）の9つの点の構造によってその特質を示す。一般的には、相互に関連する9つの性格タイプとして理解され、教えられている。1950年代に精神教師のオスカー・イチャソが作ったと考えられており、1970年代に彼に師事した精神科医のクラウディオ・ナランホが手を加えたものが広まった。この2人の理論実践がベースとなっており、支持者たちによって多様化した。

## 概要
人間の人格は様々な要素が相互に関連する多次元的なものであると考え、システムのシンボルであるエニアグラム（九芒星）と呼ばれる幾何学図形の9つの点の構造によってその特質を示す。エニアグラムはギリシャ語のἐννέα（エンネア・「9」という意味）とγράμμα（グラーマ・「書かれたもの」「描かれたもの」という意味）を語源とする。
人は、現実世界を生きる中で人格の発達の固着（他者や社会と関わる無意識の戦略）が形成され、その9つの傾向のいずれかが優勢であると考え、その精神的・霊的に偏った状態を知り、改善するために用いられた。人格の固着は、大衆文化の中では「性格タイプ」と説明され、「エニアグラムタイプ」「エニアタイプ」とも呼ばれている。エニアグラムは、その人の根源的な恐怖と欲求を探り、それによって起こる行動の多くの奥底にある、本質的な動機を説明する。実践者は、根源的な欲求と動機に基づいて、9つのタイプのどれかを判断し、それを導きに自身の性格への理解を深める。タイプの判断のプロセスの補助として、リソ=ハドソン式エニアグラム性格タイプ診断（Riso-Hudson Enneagram Type Indicator （RHETI）） などのテストも用意されているが、それでタイプを決めるわけではなく、グループワークの中で自分と他者との行動・動機の共通点や異なる点を見極めながら、自分の特性への理解を深める。元々、少人数で行われる心理的成長のための集中的グループ体験で教えられており、タイプを判断する方法は、グループワークでエニアグラムを学んだ後の自己確認が最適と考えられている。テストだけでその人の支配的なタイプを判断することはできないとされ、多くのオンラインテストがあるが、専門家の多くは信頼できないと考えている。タイプの判断の後に、本来は性格の縛りを取り除く実践的アプローチが続くが、大衆文化におけるエニアグラムではほぼ欠落している。
エニアグラムの機能は、MBTIや他の多くの性格分類システムのように、その人のアイデンティティを形成または説明する特性を規定することではない。エニアグラムにおいて人格とは、その人の「本当の自己」の周りに構築された、他者・社会に対処するメカニズムの組み合わせに過ぎないと考えられており、診断を出発点に自己理解を深めるためのガイドとして利用されている。人格は魂と過酷な世界の間の盾として形成されたものと考え、自身の人格の理解は、その奥にある完全性に到達するために盾を取り除くプロセスの入り口と考えられている。多くの世俗的なエニアグラムの伝道者は、エニアグラムは自分自身の長所と限界を理解し、ストレス時に陥るパターンを理解し、より良いコミュニケーションをとるのに役立つ自己発見ツールであると宣伝している。それは根本的に自分自身を変えたり、別のタイプに変身することではなく、自分が元々持っている手札を活用し、より意識的に生きることであるという。日本での普及を主導したカトリックのシスターでエニアグラム理論家の鈴木秀子は、エニアグラムによって人は自分の真の姿に出会い、秘めた能力を十分に引き出し、さらに人間関係も劇的に変化がみられるようになると主張している。
エニアグラムに関連する多くの思想や理論の起源や歴史は論争の的となっているが、現代に広まっているエニアグラム理論は、主に、1950年代にボリビアの精神教師オスカー・イチャソ（1931 – 2020）が作り、1970年代にチリ出身でアメリカで活動した精神科医クラウディオ・ナランホ（1932 – 2019）が手を加えたものに由来するという見解に落ち着いている。イチャソのエニアグラム性格論は、彼の秘教的な人間統合哲学を基盤とし、その思想実践の一部であった。現在のエニアグラム性格論は、自我の固着、聖なるイデア（人間の心の、より高次の本質的な資質）、囚われ、美徳など、彼の教えのいくつかに大きく由来している。ナランホが用語や教えを加え、心理療法士としての臨床経験を活用し心理学と関連づけた。イチャソは超自然的な啓示、ナランホは自動筆記によってエニアグラムのアイデアを得たとも語っており、その教えは超自然的インスピレーションによるとされる（イチャソの言うことは時々で異なり、長年の仕事を通して見出したものだとも語っている）。イチャソの思想実践は精神教師のゲオルギイ・グルジエフ（1866 - 1949）の影響が指摘されており、エニアグラムの図もグルジエフから来ている。ナランホに学んだヘレン・パーマーの1988年の本によって、エニアグラム性格論は広く知られるようになった。エニアグラム性格論は、そのアイデアの所有権者や正統と認められる流派はなく、確固とした定義もなく、各教師がそれぞれに既存の理論に変更を加え、考案し教えている。エニアグラム理論家たちの説明は、不明瞭な言葉や曖昧な言葉もみられ、それぞれの論には激しく矛盾する内容も含まれている。
イチャソは、彼が「神人原型（Divine Human prototype）」と呼ぶ人間のモデルあるいは理想形のようなものに基づいて、完全に覚醒した「完全な人間」へと至る道を確立しようと試み、その一環としてエニアグラムを作り出した。イチャソの秘教の学校アリカ学院（アリカ研究所）では、自我の固着を直す「プロセスのマップ」または「プロセスのガイド」として利用している。エニアグラムは、人間の「本質」が「自我（エゴ）」に歪んでしまうことを理解するものとして体系化されており、イチャソは「本質的には、すべての人は完璧であり、恐れを知らず、宇宙全体と愛に満ちた一体感をもっている」が、問題は「人間が本質から人格に堕ちる」ときに起こると考えた。ロバート・キャロルによると、彼は七つの大罪に「恐怖」と「欺瞞」という古典的なキリスト教の概念を加え、それに基づいて類型を発展させた。
アリカ学院でイチャソに学んだナランホは、エニアグラムが人格を言い表すのに役立ち、精神分析的トレーニングに直接生かせると評価して取り入れ、心理療法士としての豊富な経験に基づき、ストレス下にある各人格タイプが、精神障害の診断と統計マニュアル（DSM）に掲載されている人格障害に対応するとみなす等、エニアグラムの応用について執筆した。また、フロイトの防衛の理論と関連付け、各タイプによくあてはまる人にパネルインタビューを初めて行い、その特徴とエニアグラムの理論の妥当性を検証した。ナランホは、グルジエフの教えに基づいて「第四の道」運動を推進し（第四の道は、既存の宗教の霊的目覚めへの3つの道を統合するというグルジエフの自己啓発の思想）、ヒューマンポテンシャル運動を牽引した。
ナランホ以降、多くの精神科医や心理学者が、エニアグラムを自らのパーソナリティ理論や心理療法の実践に活用した。イチャソは、人間は本来もっと優れた存在だがその能力をはるかに下回る生活を送っていると考え、人間の意識を高次に引き上げるという目的を持っており、エニアグラムは社会学的観点からはヒューマン・ポテンシャル運動の周縁に位置する。1960年代のヒューマン・ポテンシャル運動の主流にとって、イチャソが開発した一連のエクササイズは、周縁部にありながら魅力的な方法の一つだった。
ナランホがアリカ学院の外で教えるようになった当初から、一部のキリスト教の聖職者の注目を集め、カウンセリングや説教のテーマとして利用している人もいる。
イチャソとナランホから派生したエニアグラムには様々な流派があり、その理解は必ずしも一致しておらず、ナランホの初期の弟子たちの間でも、エニアグラム理論に対する理解は異なっている。心理学化、キリスト教化、口伝を用いた統計化という応用が派生し、霊的または世俗的なツールとして広まった。グルジェフィアンの前田樹子は、エニアグラムの派閥として、①イチャソの人間性分析とそれに基づく自己実現法を用いて一般大衆の悟りを目指すアリカ学院グループ、②アリカ学院のエニアグラムを、カトリックにおける人としての成長促進法の一手法として応用実践するカトリックグループ（イエズス会関係者に始まる）、③9つの性格類型を心理学や精神医学に関連付け整合性を図る心理・精神医学グループ（ドン・リチャード・リソ等）、④エニアグラムは口伝による伝授が適切と考え、パネリストとのインタビュー形式で口伝を行い、インタビューを基礎とする統計的手法を用いる口伝尊重の統計学グループ（ヘレン・パーマー等）を上げている。「各派とも閉鎖的で、他派に対して強い競争意識を持っている」と言われる。それぞれトレーナーコースがあり、コースを受けてトレーナーになった人が生徒を集めて教えるフランチャイズ的な形式を採用しており（カトリック系については詳細不明だが、習った人が次々教える形のようである）、ネズミ算式に教師と生徒が増え、ひろく普及した。
エニアグラムが世間に知られる契機になったエニアグラム理論家のヘレン・パーマーは、エニアグラムの神髄は、否定的に捉えられがちな人間の考え方や習性を、高い意識に到達するためのアクセスポイントとして捉えることであり、自分の日常的な性格を理解することは、より偉大な意識に到達するための次の一歩のための足掛かりになるとし、エニアグラムの目的は、「私たちが人間として今より有能で幸福になること」「次の段階の意識の扉を開くために、自分のパーソナリティを一歩引いて見つめること」であるとしている。エニアグラムの心理学との関連付けを進めたドン・リチャード・リソは、人間は機械的に反応するだけの操り人形のような状態で、自分の人生に目覚め、自分自身の統率者として生きるためには、性格および自我と脱同一化し深く本質的な自己を経験する瞬間、生き生きした真に自由な瞬間を多く持ち、自分が自己と誤認している性格を注意深く観察し、自分の性格に同一化しないことを学ぶ必要があり、エニアグラムは、真に生きることを邪魔する「見えない敵」ともいえる自分の性格に、一定の「距離をおく」ための優秀な道具であるとしている。
もともとは秘教的な人間統合哲学に含まれる理論・ツールであるが、場合によりその霊性は脱色され、前提となる思想は無視されたり忘れられている。メンタルヘルスの専門家、宗教団体、大企業、リーダーシップコーチなどが、自己と他者への理解を深めるツールとして用いた。セミナー、会議、書籍、雑誌、DVDなどを通じて、ビジネス・マネジメントとスピリチュアルの両方の文脈で広く普及している。支持者たちは、エニアグラムを性格診断、完全性への道、自分のトラウマを解決するための方法など、かなり差のある捉え方をしている。ビジネスの場では、職場の対人関係のダイナミクスを洞察するためのタイプ分けとして用いられ、スピリチュアルな場（自己修養・オカルト・精神世界等）では、より高い存在感、本質、悟りへの道として紹介されることが多い。どちらの文脈でも、自己認識、自己理解、自己啓発の助けになると主張されている。ビジネスや商業目的等での応用的な使い方では、自己成長は目指されない。意識を向上させる強力なツールだと賞賛される一方、流行りものに過ぎないと嘲笑されてもきた。
エニアグラムはスピリチュアルな要素があるが特定の宗教に結び付いておらず、ミレニアル世代に人気であり、2016年以降若いカトリック信者の中で急速に支持者を増やしている。また、キリスト教だけでなく、エニアグラムのソースとも言われるスーフィズム（イスラム神秘主義）や、他の神秘的な伝統と関連づけて理論を掘り下げる人もいる。創作物のキャラクターにエニアグラムを当てはめたり、エニアグラムを創作物のキャラクター開発の道具として使う人もいる。
1990年半ばには、スタンフォード大学の中でヘレン・パーマーと協働者のスタンフォード大学医学博士デイビッド・ダニエルズが共同でイベントを開催するなど、ある程度の評価を得ていようであるが、主流の心理学界で受け入れられたことはなかった。現在でも、臨床精神医学における人格モデルとしての意味や、現場での経験の積み重ねを評価し、診断と心理療法を含む精神医学への応用を模索する医療関係者もいる。しかし、エニアグラムの正式な心理測定はほとんど行われていない。他の人格理論と同様に、客観的な検証と定量的研究が難しく、その問題点として、性格というものの主観的な性質と、利用可能な研究の量の少なさがあげられる。エニアグラムの正式な心理測定の分析は限られており、査読付きの研究は、関連する学術コミュニティでは広く受け入れられていない。解釈が主観的なため再現性を重視する科学の検証に耐えられてないと言われている。スタンフォード大学でのイベント開催や、デイビッド・ダニエルズや同大学で学んだドン・リチャード・リソ等の関係者がいるせいか、日本国内のエニアグラムサイトには「スタンフォードが効果を実証」という主張が見られる。鈴木祐は、効果は実証されておらず、正しくは修士で卒業した作家がエニアグラムの本を出版しただけであり、正式な論文出版のプロセスを経たわけではないと述べている。
エニアグラムは、性格理論で一般的に受け入れられている概念を統合しているという意見があるが、性格評価の専門家には「せいぜい疑似科学」とされ退けられている。エニアグラムの問題としては、結果をどのようにも解釈することができるため、タロット占いと変わらないと批判されている。
エニアグラムの権利は誰も有しておらず、包括的な組織は存在しない。Narrative Enneagram（ナラティブ・エニアグラム、口伝エニアグラム。ヘレン・パーマーとデイビッド・ダニエルズが1988年に設立）や The Enneagram Institute（エニアグラム研究所、エニアグラム研究会。ドン・リチャード・リソとラス・ハドソンが1997年に設立）といった老舗のグループは、集中的なワークショップを開催しており、中には数千ドルの費用がかかるものもある。新規の参加者が爆発的に増えているクラブ等では、品質保証を出しているところもある。しかし、独学で第一人者を名乗ることもでき、あまり詳しくなくてもトレーナーを名乗って高額の講座を開催することも可能であり、資格を自由に作り認定することもでき、内容や品質の保証はない。
日本には鈴木秀子が1980年代後半に紹介したといわれ、鈴木は1997年にPHP研究所からビジネスマン向けに『9つの性格―エニアグラムで見つかる「本当の自分」と最良の人間関係』を出版してヒットした。日本エニアグラム学会（1989年設立）によると、日本では人間関係の改善を目的に学ぶ人が増えている。

## 歴史
ゲオルギイ・グルジエフ（1949年没）は、現在一般的に知られるエニアグラム図形とそれを用いた神秘思想を作った人物として知られている（第四の道（エニアグラム）参照）。グルジエフは幼少期とその後の人生で東方正教会の影響を受けており、キリスト教のシンボルとテーマをたくさん取り入れている。また、仏教、ヒンドゥー教、スーフィズム（イスラム神秘主義）の影響もうけた。彼の理論では、「3の法則」と「7の法則」が宇宙における全てのものの根底にあると考えられており、統合された一者に戻ろうとする宇宙の欲望は、1を3、7で分割することによって表され、その結果、エニアグラムの基礎となる循環小数が生じる、とされている。3と7の基本法則を関連づけることによって、エニアグラムはすべての知識への鍵を表しているとされ、弟子によれば、グルジエフは「エニアグラムは宇宙の象徴、『普遍の象徴』であり、それが表す数学的法則のために宇宙に関する知識の源である」と説いていた。グルジエフは、1、4、2、8、5、および7を結び付けるのは、この循環小数に現れる繰り返しのシーケンスであり、宇宙の統一が示されていると信じており、「すべての知識はエニアグラムに含めることができ、エニアグラムの助けを借りて解釈することができる」と主張した。吉福伸逸によると、その考えは音の持つ反復性、パターン性というものがベースになっている。グルジエフは、人間は本質的に「眠っている」、つまり外部からの刺激に反応するだけの一種の機械であるとみなし、人間は自分の感情、思考、行動をコントロールすることができないが、正しい動きやダンス、瞑想等によって「覚醒」させることができると考え、主に、内的状態、特に「負の人格的特徴」を注視する過程である「自己想起」によって覚醒を成し遂げることができるとした。
グルジエフが書いたものにエニアグラムに関連する人間のタイプ論はなく、またタイプ論についてもグルジエフは断片的にしか語っていない。グルジエフが現在よく知られるエニアグラム性格論の9つの性格タイプを開発したわけではないが、グルジェフィアン（グルジエフの思想実践の支持者）やその小グループには、エニアグラムを用いた人間のタイプ論があったと言われ、イチャソがエニアグラム性格論を始める少し前と思われる時期に、エニアグラムを使って人間の類型化を試みた本が出版されている。
オスカー・イチャソとクラウディオ・ナランホは若いときにグルジエフを学び（直接師事したわけではない）、人格のエニアグラムという新しいヴァージョンに再構築した。エニアグラム理論家のヘレン・パーマーは、グルジエフとイチャソの教えには、七つの大罪、エゴと本質、3つのセンターといった類似点があり、イチャソの教えはグルジエフの基本概念を使用しており、その一つがエニアグラムの基本図だったと語っている。
ヒューマンポテンシャル運動の指導者だったオスカー・イチャソ（1931-2020）は、エニアグラム性格論の主な出どころと一般的に考えられている。イチャソは1931年にボリビアで生まれ、子供のころ体外離脱を体験することがあり、その状態を理解しコントロールできるようになりたいと考え、日本人の師匠の下で武道の訓練に励み、読書にいそしんだ。「インディアン（ネイティブ・アメリカン）と接触し、10代前半のときにサイケデリックドラッグとシャーマニズムを紹介された」といい、シャーマンと共に幻覚植物アヤワスカを使用し、19歳のときに意識を変える技術を研究するグループに紹介されたと語っている。その約1年後、精神教師のグルジエフと、彼の思想を紹介した神秘思想家のピョートル・ウスペンスキーの著作に出会った。「1949年、私はウスペンスキーの著作を読み始め、1950年にはブエノスアイレスで、神智学者、秘教的な薔薇十字団員、マルティニスト会員による秘密の研究会に招待され、グルジエフとウスペンスキーの著作に関する長い討論に参加した。私はここで初めて、グルジエフとウスペンスキーが提唱したすべての思想は、ある種のグノーシス主義やストア派、エピクロス派、マニ教の特定の教義に遡ることができるということを知った」と語っており、エニアグラム図とそれに関する神秘思想をグルジエフから、第四の道をウスペンスキーから学んだと書いている。体外離脱や臨死体験で何が起こっているかを知ろうと、「東洋のタントラや神聖カバラ（ユダヤ神秘主義）を本格的に研究しはじめ」、1945年、ヒンドゥー教の経典ラリータ・サハスラナーマタントラの研究が佳境に入った時に、クンダリニーの上昇を制御することで、覚醒状態になり、そこから直接光に入ることができるようになったという。また、チベットやインドを旅して、高次のヨーガ、錬金術、易経、カバラ、仏教、禅、スーフィズムを学んだという（1973年のインタビューではスーフィズムは触れられていない）。ただし、彼の経歴はインタビューにより内容が異なり、アジアを旅して学んだ内容も、師や場所についても詳細が語られおらず、実際の所はよくわからない。ドン・リチャード・リソの本によると、イチャソは大天使の巨頭であるメタトロンから洞察と指導を受けたと言うが、彼はこれを否定している。また、サム・キーンとの対談で、イチャソは7日間の「神の昏睡」と呼ぶ状態から目覚めた後、自分が教えるべき使命を知り、「東洋の秘教の学校から、特別な新しい加速的霊性ワークの方法を西洋にもたらす仕事を託された」と語っていた。
1950年代に自己啓発のプログラムを教え始めた。1954年、イチャソはチリのサンチャゴでエニアグラムとその教えの啓示を受けたと述べており、「全108種類のエニアグラムが、まるで幻視のように、その内なる意味と関係性を完全に示し私の前に現れた。それ以来、修正も変更も必要ない。. . 科学的発見と同じように、検証可能で客観的な、選ばれた発見なのだ。それは、人間の本性そのものを反映している。私たちは、このカテゴリーが発明されたというよりも、むしろ発見されたと感じている。」と語っている。エニアグラム上の対応するポイントに性格を割り当てたのはおおむねイチャソであるが、その他にもいくつかの性格分類を紹介している。全部で108のエニアグラムがあるが、唯一の違いはエニアグラムを囲む用語で、図に違いはない。
1960年に、「プロトアナリシス（原分析）」として知られるようになった教えを完成させ、指導を始めた。プロトアナリシスは、エニアグラムをはじめとする多くのシンボルやアイデアを用いている。1968年にチリで、意識の向上とプロトアナリシスのための団体アリカ学院を設立し、アメリカに拠点を移した後、「エニアグラム性格論」という言葉を生み出した。アリカ学院のメンバーたちは、プロトアナリシスは、人間としての低い位相から、より高い意識状態と完全な覚醒へと体系的に進歩し、「完全な人間」になるための分析学であると考えており、アリカ学院は、「悟りと自由に向けた人間のプロセス」、体系的な「意識の明確化」、科学と神秘主義の統一を実証し、実際に達成できると主張してる。生徒たちはイチャソをクトゥブ（軸の人。スーフィズムにおいて、他のスーフィーを導く軸となる完全な人の概念）、マイトレーヤ（弥勒）、または単に哲学的な賢人である等と見なした。アリカ学院はアメリカの主要都市などに衛星センターを作り、1970年代初頭に注目を集め、70年代を通じて何千人もの人々がトレーニングを受けた。アリカ学院は自身を宗教とは見なしていないが、明らかに宗教的であるため、学術研究においては新宗教運動や代替宗教運動に含まれることが多い。生徒向けのトレーニングは、食事、身体、瞑想、論理、分析などが含まれる9つの段階で構成され、その内いくつかは2週間の集中宿泊プログラムとして提供されている。
精神科医のクラウディオ・ナランホ（1932年-2019年）は、チリのバルパライソ生まれの精神科医で、イチャソと同じく10代でウスペンスキーとエニアグラムに出会った。1960年代にはアメリカで、ゲシュタルト療法の創始者でヒューマンポテンシャル運動の第一人者だったフレデリック・パールズと共に働いた。幻覚剤を使用した治療を行い（当時は合法）、幻覚植物アヤワスカを研究していた。ヒューマンポテンシャル運動の中心地エサレン研究所で講師をしており、1969年にイチャソがレクチャーにサンタゴに来て、ナランホはエニアグラムを知った。1970年に息子を亡くしたことがきっかけで、エサレン関係者を中心とする50～60人程度のアメリカ人グループを率いてチリに渡り、イチャソは彼らを対象に10か月のトレーニングを開始した。このメンバーには、イルカとのコミュニケーションや幻覚剤の精神への影響を研究した脳科学者ジョン・C・リリーも含まれていた。イチャソは、神秘的な伝統に基づくさまざまな精神修養や瞑想法、そして彼の一連の講義によって、彼らが人間の潜在能力に到達するのを援助しようとし、エニアグラム性格論を教えた。ナランホとリリーは、エニアグラムが人格を説明する上で有用であり、そして自分たちの精神分析的トレーニングに直接つなげることができると考えた。
当時ナランホは別のスーフィーのグループと関わりがあり、グルジエフの教えの源で、アーリア人の伝統を守ることを任務とするとされた秘教的スーフィー教団のサルムング教団（グルジエフが著作で紹介したが、架空の教団と考えられている）とスーフィーのつながりの可能性に非常に興味を持ってた。イチャソの生徒たちから、彼はスーフィーの教師であると紹介され、サルムング教団とのつながりへの確信から彼の元で学んだという。
イチャソは1971年にアリカ学院をアメリカに移した。
ナランホはアリカ学院での学びの後、カリフォルニア州バークレーに移った。1971年に、自宅でエニアグラムのクラスを初めて開催しており、生徒には口外しないよう約束させていたという。ナランホはイチャソと同様に、少人数での集中的グループ体験の形式で指導していた。同年に「真理の探求者たち研究会（Seekers After Truth Institute（SAT））」を設立した（SATはサンスクリット語で真実を意味する）。ここで彼は、エニアグラムと共に、音楽、仏教の瞑想と禅の実践、マインドフルネス、ヴィパッサナー瞑想などの癒しのテクニックを活用し、心理療法と組み合わせて使用していた。
彼はセラピストとして働き、精神科医やゲシュタルト療法士としての幅広い臨床と訓練から得た経験と知識をエニアグラムに取り入れ、心理学をエニアグラムの霊性に押し広げた。また、エニアグラムの心理的なタイプのアイデアは、自動書記によって得たもので、そのアイデアを観察を通して検証したと語っている。彼は精神科医であったことから、個々のタイプに神経症を見出し、精神障害の診断と統計マニュアル（DSM）に記載されている人格障害と関連づけて説明し、精神病理学をエニアグラムに援用した。また、ジークムント・フロイトの防衛機制の理論の一部がエニアグラムの特定のタイプに関連していると考え、意識の崩壊と癒し、変容のプロセスに関する理論を打ち立てた。各タイプによくあてはまる人に初めてパネルインタビューを行い、その特徴と理論の妥当性を検証した。彼は、グルジエフの教えに基づいて「第四の道」運動を推進し、ヒューマンポテンシャル運動で活動し、精神に影響を及ぼす幻覚物質の研究を行った。また、ナランホは、イチャソは様々なことを教えてくれたが、エニアグラムの各タイプについて具体的な説明をすることは全くなく、各タイプの特徴の説明を考えたのはナランホ自身だと語っている。「彼（イチャソ）は（トレーニングを受けていた）1年間でエニアグラムについて2時間以上話さなかった。」と述べており（当時のイチャソは英語をほとんど話さなかったという）、イチャソを種として評価するなら、自分はそれに水をやりを育てた庭師だとし、イチャソが理解していたことを言語化したのは自分だと自負しているようである。ナランホは、個人的な変容を促すことを目的に活動し、さらに個人的な変容が社会的な変容の必要条件であると信じ、エニアグラムを利用して個人の病理と社会の病理の関係についても語った。
ナランホの弟子のA・H・アルマース（A・ハミード・アリ）は、現代のエニアグラムの教えのどの部分がイチャソに由来し、ナランホが深層心理学の広範な知識や文脈を生かして、何を追加し、何を精緻化したのかはよくわかっていないと語っている。
エサレンのナランホの講座の生徒にはアメリカのイエズス会の神父も含まれており、彼らはエニアグラムを神学生や一般人へのカウンセリングに使い始め、クリスチャンによるキリスト教的解釈を施したエニアグラムの流れが一部で進んだ。ナランホのワークショップにはイエズス会の司祭ロバート･オックスがおり、オックスはナランホの許可を取りロヨラ大学でイエズス会士にエニアグラムを教え始め、そこにイエズス会の神父P・H・オリアリーがいた。1973年には、ナランホは心理学者でグルジエフィアンのヘレン・パーマーにもエニアグラムを教えている。また、13年間イエズス会士を務めスタンフォード大学で社会心理学を学んだドン・リチャード・リソも、イエズス会の流れでエニアグラムと出会っている。ナランホの弟子たちは秘密保持契約に署名していたが、それを無視するようになり、弟子たちはそれぞれ教え、執筆するようになっていった。P・H・オリアリーらは、1984年にエニアグラムに関する最初期の本の一つ『The Enneagram』を出版した。エニアグラムのコースに関するノートはコピーされ、北アメリカ中のカトリック教会の修養会のセンターで、カトリックの霊性と組み合わせて教えられるようになった。
ヘレン・パーマーは1970年代半ばから、ヒューマンポテンシャル運動が盛んなカリフォルニア州バークレーに直観力調査訓練センター（CITI）を設立し、心理学のコミュニティを中心に学生や一般の人々にエニアグラムを教え始め、人々へのインタビューを通じてタイプ分けを行うパネルメソッドを行った。パーマーはイチャソの「自我の固着」を「性格のタイプ」と同一視しており、タイプ1の「完璧主義者」といった性格タイプのタイトルは、心理学のタイプ分けで使われる言葉を流用している。パーマーは、自身のエニアグラムには、ナランホの講義で学んだこと、親しんでいたグルジエフの思想実践とその資料、ジョン・C・リリーらによるアリカ学院のトレーニングに関する文章、記者やアリカ学院のメンバーによるイチャソのインタビュー集『Interviews with Oscar Ichazo』 (Arica Institute Press 1982年) 、1976年から実施した生徒へのインタビューによる考察の情報が含まれるとしている。
エニアグラムを学んだキリスト教の関係者たちも、キリスト教的なエニアグラムの本を出版した。ドン・リチャード・リソは、エニアグラムに関する資料をたくさん集め、1975年にはエニアグラムの仕事に注力するようになり、各性格タイプはそれぞれが9つの発達段階のある連続体であるという理論を開発し、1987年の最初の著作でそれを紹介した。また彼は、各タイプの健康的な側面を解説し、イチャソとナランホの理論を整理・拡張し、新しいエニアグラムの用語を導入するなど、ラス・ハドソンと共にエニアグラム人格論を発展させた。リソとハドソンは、グルジエフの直弟子のジャンヌ・ド・ザルツマンと、オルガ・ド・ハルトマンの弟子（グルジエフの孫弟子）が開催するグルジエフ・ワークに参加し、神聖舞踏の実践を通じてエニアグラムを学んでおり、ウスペンスキーの『奇蹟を求めて』にも非常に感銘を受けたが、グルジエフの関連書籍以上にワークでの体験から多くの影響を得ているという。
1988年にヘレン・パーマーの最初の本『The Enneagram』が出版され、エニアグラムは広く知られるようになった。また、パーマーは同年、交流分析、ゲシュタルト療法、認知行動療法、瞑想経路、フロイトやユングの心理学・療法などを研究するスタンフォード大学精神医学臨床教授デイビッド・ダニエルズと共にEnneagram Worldwide（現 Narrative Enneagram）を設立し、エニアグラム教師をトレーニングし認定するプログラムを開始した。Enneagram Worldwideは、エニアグラムは口伝の伝統の一種とし、より自由でより充実した、より意味に満ちた人生に向かう変容の小道であると魅力を訴求した。
イチャソは、ナンラホがエニアグラムを教えることに反対することはなかったが、パーマーやアリオリーといったイエズス会関係者がエニアグラムの本を出版したことを非常に許しがたく思ったようである。イチャソはエニアグラムの間違った解釈や使い方をしていると感じ、「異端」を防ぐためにパーマーを著作権で訴え、他の教師たちと縁を切った。ナランホはこの教えを公にしようとし、イチャソは「アリカ学院の秘密の伝承」にしておきたかったというのが一般的な説であるが、イチャソは否定している。上智大学名誉教授・イエズス会司祭でエニアグラムの指導を行った理辺良保行は、イチャソの怒りには、エニアグラムは元々霊性の一つで、あくまで自分との戦いのためのものでパブリックなものではなく、また、特定の宗教と関係のない「自我の固着」という考えにキリスト教の罪の概念を導入して解釈すると別物になってしまうという問題意識があったと解説している。
アリカ学院には初めから、相反した要素の緊張関係があったようである。アリカ学院は、「ヒューマニティ・ワン」と呼ばれる統一された人間性を確立し、高次の社会、待望の地上の天国を築き人類を救済するという理念と、限定された秘密の秘教の学校であること、民主的であるということと、最高指導者・最高教師であり教祖的存在であるイチャソの存在といった矛盾を抱えていた。同様に、ナランホ、リリー、エサレン研究所のディック・プライスといった初期の著名な生徒を含め、長年にわたって多くの生徒が、学院の階層性、独裁性、独裁的な組織モデル、それに影響された生徒たちの「集団思考」と呼べるような考え方をがあると感じて離れていった。南米には強い家父長制家族制度があり、吉福伸逸は、イチャソはチリの家族制度の影響が強い権力的な人で、インドのグルのような指導者になろうとしたが、アメリカに育った人には受け入れられないやり方だったと述べている。ナランホはイチャソから理不尽な指導を受けたというが、のちにそれはワークの一環の試しだったのだろうと語っている。学院の権威主義的な評判は、トレーニングの高額さと共に、会員数や影響力にマイナスの影響を及ぼし、またイチャソは学歴や社会的に評価の高い経歴がなく、自分の秘密の学校で教えることを好み、盗作や歪曲と見なしたものに冷たく対応し、「できるだけ多くの人々に情報を提供し、文化全体をポジティブに変革する力となる」という理念を掲げたにもかかわらず、自身の理論と実践に関する本を必要とされた時期に出版せず、外に情報を開示しなかった。ナランホにより初期の教えと実践が外に出て、エニアグラム性格論は世に広まり、「エニアグラム戦争」と呼ばれるような状況になり、アリカ学院は自身の所有する概念と技術の著作権により敏感になった。
ナランホに教えを受けたエニアグラム理論家として、クウェートのイスラム教徒の家庭に生まれたA・H・アルマース（A・ハミード・アリ）がおり、彼はゲシュタルト療法、禅、ヴィルヘルム・ライヒの心理学と組み合わせ、それをダイヤモンド・セラピーと命名した。リソとハドソンは、アルマースのワークに長年参加し学んでいる。他には、キャシー・スピース、レザ・ランドマンなどがいる。また他にも、イーライ・ジャクソン・ベア（1989年）、エリザベス・ウェイグル（1994年）など、数多くの著者が1980年代から1990年代にかけて、エニアグラム性格論に関する書籍を出版し、広く読まれるようになった。アリカ学院の文化的な影響力はそれほど大きくなかったが、ナランホとその弟子たちが牽引したエニアグラム・ムーブメントは、過去20年間でニューエイジの大きな勢力となった。
1990年には、リチャード・ロアという影響力のあるフランシスコ会の司祭がこのトピックに関する本を出し、エニアグラムの知恵を求める多くのクリスチャンにとっての入り口となり、キリスト教における流行を後押しし、キリスト教界での存在感を強めた。キリスト教的なエニアグラムでは、例えば、2001年のリチャード・ロアとアンドレアス・エバートの書籍では、各タイプの「誘惑」「罪の根」「聖霊の実」について説明するなど、明白にキリスト教的な用語を用いており、また、イエス・キリストはすべてのエニアグラムタイプの最高の資質を完全に表しているとするなど、宗教的解釈が施されている。
ナランホ以降、多くの精神科医や心理学者が、エニアグラムを自らのパーソナリティ理論や心理療法の実践に活用しており、1992年にマーガレット・フリングス・キーズはカール・グスタフ・ユングの影 (心理学)の概念とエニアグラムを統合し、エニアグラムに現代心理学と共に重要な影響を与え、その想像力豊かな筆致で多くの読者を獲得した。ドン・リチャード・リソとラス・ハドソンは、従来のエニアグラムは各性格タイプの負の人格的特徴のみに焦点を当てた否定的で陰鬱な傾向があるが、エニアグラムが人々にとって価値あるものになるには、神経症患者だけでなく人間の全人格を表現するものでなければならないと考え、部分的にイチャソのものから理論や各タイプの解釈を変更し、各性格タイプのポジティブな面や平均的な面にも注目し、現代心理学との整合を試みており、また伝統的なエニアグラムの難解な秘教的な教えや彼らが役に立たず間違っていると判断した解釈を排除している。1990年代にリソとハドソンは「リソ=ハドソン式エニアグラム性格タイプ診断（Riso-Hudson Enneagram Type Indicator （RHETI））」を作成している。
1994年までの10年間で30冊以上のエニアグラムの本が出版され、世界で100万冊以上の売り上げがあった。
ヘレン・パーマーは、エニアグラムの仕事で協働していたスタンフォード大学医学博士のデイビッド・ダニエルズらと共に、1994年にスタンフォード大学医学部の精神科で最初の国際エニアグラム会議を共催しており、この頃は大学の世界で、一部である程度の評価を得ていたようである。大学のキャンパスには、17カ国から1,400人のエニアグラムを愛好する多くの神秘主義者や超能力者、秘教の探求者、またビジネス関係者が集まり、エニアグラムを企業経営のツールとして、心の健康を保つ方法として、精神的洞察のための道として、「身体の直観的知恵」への窓口として使う方法を学ぼうと、約100のワークショップに参加した。共催者の一人で社会心理学者のマイケル・レイは、このエニアグラム会議を、スタンフォード大学の「サイキック（超能力・心霊）研究の長い歴史」の一部とみなしている。この国際会議で国際エニアグラム学会（International Enneagram Association）の設立が考案され、パーマーとダニエルズ、牧師のアンドレアス・エーバート、エニアグラム研究所の共同設立者で心理コンサルタント会社エニアグラム・パーソナリティ・タイプ社社長ドン・リチャード・リソ、エニアグラム研究所の共同設立者ラス・ハドソン、ロヨラ大学の臨床心理学者で臨床心理士のジェローム・ワーグナー、自己啓発教師のキャシー・ハーレー、自己啓発セミナーのファシリテーターのマリア・ビーシング、イエズス会の司祭ロバート・オックスにエニアグラムを学んだリーダシップコーチ・チームビルディング専門家のP・H・オリアリー、心理学と霊性の講師・著作家のセオドア・ドンソンと共に設立された。
ここからエニアグラムの関係者は、セルフヘルプ・自己啓発の支持者やアメリカの企業に活路を見出し、一部の企業は従業員同士に信頼関係を形成させるためにエニアグラム性格論を社員教育のツールとして利用した。
日本には、1980年代にアメリカ西海岸でスタンフォード大学で研究され始めた当初に学んだという鈴木秀子が1980年代後半に紹介したといわれ、1989年に鈴木秀子を名誉会長に日本エニアグラム学会が設立している。1997年にビジネスマン向けに『9つの性格―エニアグラムで見つかる「本当の自分」と最良の人間関係』を出版し、2004年時点で44万部、2014年時点で88万部のベストセラーとなった。日本エニアグラム学会メンバーでソニー社員の武田耕一が、部下の指導の改善等を目的に同社の社員研修に導入するなど、ビジネスでの利用が行われた。
なお、イチャソは流行したエニアグラムついて、矛盾が多いのも不思議ではなく、エニアグラムの教師たちが合意に達する方法はないし、最近人気のタイプは「心の遊戯」であり、基盤が全くないと語っており、ナランホも同様のことを述べている。ナランホは2005年に、個人の精神の病理と社会の病理に着目した「The Enneagram of Society」を出版しており、ベアトリーチェ・チェストナットは本書について、「罪」や「病理」を率直に生々しい言葉で表現しており、読者は自分の無意識の癖に潜む醜い真実を直視する強い意志と覚悟が必要とされるため、エニアグラムの性格タイプのポジティブな可能性だけを探求し、主に「強み」や「才能」に注目して満足しているようなエニアグラム愛好家には好まれないだろうとレビューしている。
2016年からアメリカのクリスチャンの間で人気が急上昇しており、近年では福音派の中で熱狂的な支持者を増やし、占星術やセルフケアなどの世俗的な世界の自己啓発文化に親しんだ若い信者を引き付けている。ある関係者は2018-2019の2年間で自身のワークショップの参加者の平均年齢が30歳下がったと述べており、急速に若者が増えている。流行のきっかけは、2016年ドナルド・トランプが大統領になる1か月前に出版された、イアン・モーガン・クロンとスザーナ・スタビレ共著『The Road Back to You』であるといわれることが多い。クロンは米国聖公会の司祭兼心理療法士で、スタビレの夫は合同メソジスト教会の牧師であり、この経歴が、エニアグラムが以前から教会にあり、いきなり出てきたものではないという印象を教会関係者に与えたという。彼らの本は教会関係者の警戒心を解き、エニアグラムをとても近づきやすく、恐ろしくないものに変えた。福音書の出版社では、神とエニアグラムに関する本等このトピックに関する本が続々と発売され、最も読者の多いキリスト教系の出版物にも旋風が巻き起こった。メガチャーチの牧師には、ライブストリーミングされた説教壇からエニアグラムを利用して説教する人もおり、小さな教会の牧師の一部もそれを取り入れている。エニアグラムを利用した説教では、福音派の説教とは思えないほど過激な自己受容の言葉を語る牧師もいる。エニアグラムを支持するクリスチャンには、プロの「エニアグラムコーチ」とのセッションに数百ドルを費やし、コーチを目指す人もいる。
ミレニアル世代によって近年隆盛しており、エニアグラムに関するソーシャルメディアのアカウントやポッドキャストも増えている。16年間のGoogle検索結果を分析したところ、「エニアグラム」という単語の検索数は2017年までは横ばいだったが、2017年に増加していた。 支持者たちは爆発的に流行が拡大していると語っており、流行していることが魅力となってさらに人を集めている。コロナのパンデミックまで、エニアグラムのパーティーやワークショップに人が集まっていた。
また、現代のイスラム教スーフィズムのナクシュバンディー教団では、エニアグラムが布教の手段として利用されることがある。アルゼンチンのアブドゥル・カリム・バウディーノは、エニアグラムがスーフィー起源とされることを強調することで、その使用法を人格の分析からイスラム教の枠組みにおける意識と霊性の理解のツールに変え、彼のセミナーでは、スーフィー心理学という「フック」を用いて、意識の探求を通して参加者をスーフィズムに、時にはさらに主流派のスンニ派へと導いている。

## 起源と著作権に関する論争
エニアグラム性格論を始めたイチャソは、グルジエフの考え方やシンボルを取り入れていたが、グルジエフ財団からの著作権に関する訴訟を避けたかったと考えられている。イチャソはエニアグラム性格論をアリカ学院の秘密の教えにしておきたいと考えていたといわれ、ナランホら教え子たちに秘密保持契約を結ばせていたが、彼らはそれを守らず、好きに教えたり執筆したりするようになったが、イチャソからの著作権の追求は避けたかった。ナランホも弟子に秘密保持契約を結ばせ、イチャソやナランホの孫弟子たちも秘密保持契約を結んだが、彼らもそれを守らなかった。エニアグラム性格論の起源は、著作権の追求を避けたいという事情の影響があり、また、エニアグラム理論家たちには、起源がスーフィーであると推測や想像を重ねたり、思い込みなのか意図的なのかは不明だが、他者から情報を引用する際に内容を改変したり、情報を偏って取捨選択したり、推測が確定に変えられるなどの問題がみられる。人によって主張が異なり、一人の人間の中でも時によって言うことが異なっている場合がある。
エニアグラムとその起源は、1916年に西洋に紹介したグルジエフだと考える学者が多い。吉福伸逸は、イチャソと関係のないグルジェフィアンの小グループに、イチャソのものと大体同じ構造のエニアグラムを用いた人間のタイポロジー（タイプ論）があったと述べており、前田樹子はグルジェフィアンの小グループのメンバーがエニアグラムの人格論を含む本を出版しており、これをイチャソが読んだ可能性を指摘している。また、グルジエフ協会と提携していたヘレン・パーマーは、ナランホに学んだ時にはすでに自分はグルジエフのエニアグラムに精通していたと語っており、イチャソが9つのポイントに人格のタイプを正しく配置したことで、タイプ間の関係がインタビューを通じて確認できるようになったと評価しつつ、イチャソのエニアグラム図は「グルジエフとほぼ同義である」としている。
グルジエフは自身の教えの入手元について、「私はそれを盗んできたのであろう」と答え、「古代の科学」と呼んだことから、ほのめかされた古代の起源を探そうとする人もいる。
1960年代中期から、カウンターカルチャーでは、意識改革への道の可能性の一つとして、チベット仏教やヨーガ、禅、サイケデリックドラック（幻覚物質）と共に、イドリス・シャーの著作のヒットからネオ・スーフィズムが流行し、今でいうスピリチュアル系の人々を中心に関心を集めていたという時代背景もあり、前田樹子は、イチャソ自身も1960年代中期から70年代中期にスーフィズムに強い関心を寄せていたことを指摘している。
こうした事情から、起源に関して様々な主張がある。エニアグラムの9つのポイントを持つ図形と、古代のスーフィズム（イスラム神秘主義）で使われていたシンボルとの間に類似性があると考える人もいる。スーフィー起源説の出どころはイチャソのようで、彼は元々空白期間にアフガニスタンでスーフィーに直接学んだと述べており、ナランホはイチャソから、グルジエフが接触したというスーフィーの集団であるサルムング教団と接触したとほのめかされたという（ナランホ、1970年）が、後にイチャソは、自身の教えはスーフィズムまたはグルジエフの教えからの派生ではないと否定した（イチャソ、1991年）。また、エニアグラム理論家のP・H・オリアリーらも、イチャソの経歴に関する情報をスーフィズムを強調する形で曲解している。ナランホはイチャソからスーフィーに学んだと聞いたと述べているが、イチャソがエニアグラムについて知っているスーフィーに一度も会ったことがないと否定したとも述べている。吉福伸逸は、グルジエフのエニアグラムの根底はスーフィだと述べており（出典でその理由や証拠は示していない）、「7の法則」と「3の法則」を中心とするグルジエフのエニアグラムのアイデアがどこから来たのか様々に言われるが、現時点ではその大部分が憶測と伝聞にすぎないことが知られている。また、東方正教会の秘教的伝統を研究したボリス・ムラヴィエフは、グルジエフの教えの出どころは秘教的キリスト教に秘伝される体系の断片と考え、グルジエフに質問し肯定的な回答を得たと回想しており、エニアグラムはキリスト教から盗まれた教えだと考える人もいる。
鈴木秀子は、エニアグラムは約2000年前にアフガニスタン地方で体系が築かれたといわれ、イスラム社会全域に浸透し、特に神秘主義的な一宗派であるスーフィー派で重視され、特に社会のリーダーの育成マニュアルとして発展したもので、イスラム社会を中心に2000年の実証的検証を得ていると主張している。約2000年前に生まれイスラム周辺の王家に口伝されてきた帝王学などと主張する講師もいるが、根拠はない。
古代のギリシャの神秘的な数学の伝統は、プラトン、彼の弟子であるプロティノス、そしてその後の新プラトン主義者たちに受け継がれたが、エニアグラムというシステムのキーである小数点とゼロの両方は、ヨーロッパでは14世紀頃まで数学者は使用していないため、小数を用いるエニアグラムが古代に存在したことはあり得ない。イチャソとナランホではない古代の起源を見つけようとした後続の人々は、歴史の中からエニアグラムに似たものを探し、証拠なしに古代の起源を推測した。4世紀のキリスト教の教父でピタゴラス数論を使用して九芒星のシンボルを説明したポントスのエウァグリオス、13世紀のシーア派の神学者ナスィールッディーン・トゥースィー、13世紀のフランシスコ会の神学者・神秘家で、イスラム教徒やユダヤ教徒を改宗させるためのツールとして、9つの悪徳と9つの美徳を表す9つの点を持つ円を用いたラモン・リュイなどが、エニアグラムと関連があるとされたり、起源ではないかといわれることがあるが、当時小数の概念は存在しないため、彼らがエニアグラムの理論を考え出した可能性はない。グルジエフのエニアグラムの理論では小数は重要な概念であった。
イチャソは、この108のエニアグラムについて「私は誰かからエニアグラムをもらったわけではない」としており、また、『トランスパーソナル・コミュニティへの手紙（Letter to the Transpersonal Community）』（1991年）の中で、「私はこの伝統の起源の所有者であるだけでなく、108の九芒星と全ての用語を含むシステム全体は、絶対的かつ具体的に証明できるように、私だけが開発したものであり、私はそれを公に表明する用意がある。」 と書いており、発明者であることとその所有権と強く主張している。イチャソは、エニアグラムは自らの元にやってきたビジョンであり、彼だけのものだと言っているが、この主張は多くの矛盾をはらんでいる。
エニアグラムが広まると、その所有権と、誰が誰からどんなインスピレーションを得たかという原点に関して論争が起きた。グルジエフ研究所は、イチャソがエニアグラムをグルジエフから盗用したと主張しており、イチャソはグルジエフのいくつかのアイデア、特にエニアグラムのシンボル（ここでは「エネゴン」と呼ばれる）を、アリカ学院の人気の心理訓練、自分のシステムに取り入れているが、説明の際にそれを認めていないと指摘している。ブランドン・メディーナは、イチャソがスーフィーやグルジエフからインスピレーションを得たと発言しながら、後にそれを否定し、オリジナルを主張していることを考えると、妥当な主張と告発であると述べている。イチャソは、サルムング教団とスーフィーの教えから来たものだと述べたり、盗用であることを否定したり、アリカ学園の教えは様々なソースがあると述べ、一方伝統の混在を否定し、自分の方法は全く新しいと主張するなど、矛盾する発言をした。彼の完全オリジナルの主張は、グルジエフ研究所による盗用の告発を回避するためではないかという見解もある。
ナランホによりイチャソの初期の教えと実践が世に広まり、「エニアグラム戦争」と呼ばれるような状況になり、アリカ学院は自身の所有する概念と技術の著作権により敏感になった。ナランホの弟子たちは、起源はイチャソとナランホだと認めたり、起源は古代であると主張したりと、意見はばらばらだった。彼らに続いて出版された本では、イチャソ、アリカ学院、ナランホを創始者から除外する傾向がみられ、起源の情報は不明瞭になっていった。古代から20世紀まで続いた口伝だったと主張する人もいたが、教師たちが自らの著作権を主張することと、口伝という形態は両立しない。起源や権利についての合意がないことで、誰もが「オリジナルの仕事」であると主張できる状況になった。

### アリカ学院・パーマー裁判
ナランホに学び、エニアグラムを世に広めたヘレン・パーマーは、アリカ学院との裁判により、秘密保持契約の最も有名な違反者として知られている。彼女と出版者はアリカ学院によって著作権侵害で訴えられており、アリカ学院は、裁判の目的はアリカ学院の教えの「異端」の発生による混乱を防ぐためであるとしている。裁判所は1991年にアリカ学院敗訴の判決を下し、1992年の控訴で支持され、裁判所は、アリカ学園の裁判の目的に理解を示しつつも、イチャソの発見と称するもの（例えば、9つの異なるエゴの固定化があるという主張）は著作権法で保護できないと判断し、パーマーの書籍の内容が「真の哲学」であるかとは関係なく、彼女には先人の思想実践を踏まえてエニアグラムの使用について自分の考えを発表する権利があり、彼女の書籍における著作権で保護されたアリカ学院の資料の使用は「フェアユース」であると結論付けた。

## 体系

### 形

エニアグラムの図形

エニアグラム性格類型で用いられる九芒星は、通常、円と、その円周を九等分した内の3つの点「3-6-9」で円に内接する三角形、「1-4-2-8-5-7」を結んだ規則性のある変形六角形で構成されている。エニアグラム性格類型の世界では、秘教的な霊性の伝統によると、エニアグラムの円は単一性または永遠を象徴し、三角形は「3の法則」を象徴し、六角形は「7の法則」を象徴しているとされる（変形六角形を形成する点を結ぶ順序「1-4-2-8-5-7-1」は、10進法で1を7で割ったときにできる循環小数（0,142857142857…）と同じあり、そこに意味を見出している）。この3つの要素が、通常のエニアグラム図形を構成している。

### エニアグラムの理論とその思想
エニアグラム性格論のベースとなるイチャソの人間論・プロトアナリシスは複雑な哲学だが、エニアグラムと関係するところを簡単に述べる。彼の理論は、彼が「神人原型（Divine Human prototype）」と呼ぶ人間のモデルあるいは理想形のようなものに基づいて構築された。神と世界と一体化した状態で生まれた人間は、その本質において、神の現実の完全な反映または現れである。しかし、どこかの時点で個の感覚が生じ、自我（エゴ）が発達することで、神・世界・人間の統一性が分離し始める。イチャソはこのように、人間の本質（本性）と人間の自我または人格（本性からの誤った逸脱）を区別する。自我は、神人原型の歪んだイメージであり、幻影的な信念、感情、欲望などで構成され、神からの分離状態を維持し、人間の苦しみを永続させる。自我が減少または除去されると、人間は神と互いに一体となり、祝福された至高の幸福と充足の状態に回復することができるとされる。(後の教えでは、自我は相対的な心、本質は絶対的な心と同義になった）。苦しみは、絶対的な心が相対的な心から分離されているためで、再び統合されたときに解消される。相対的な心は、装飾的な心とも言われ、絶対的な心の反射または「影」であるとされる。
イチャソのエニアグラム人格論は、自我の現れ方と、自我をその本質に回復させる方法について説明している。エニアグラムは、人間そして万物を構造化する役割を果たすが、万物がこのパターンに従って顕現すると考えるからである（ウスペンスキーが著作で紹介したグルジエフの理論を参考のこと）。ミクロコスモス（小宇宙・人間）はマクロコスモス（大宇宙）に照応するという前提に立てば、エニアグラムが宇宙の構造を示すなら、宇宙に照応する人間の構造も示すと考えられるため、「エニアグラムを解読できれば自分の構造を知り、宇宙における自分の位置を知ることができる」ということになる。
イチャソの思想のベースとして、科学と神秘主義の架け橋となる「統一の論理」とされる、トライアレクティクス（trialectics）と呼ばれる新しい論理学がある。それは、自然を支配する「ロゴス」、さらには、あらゆるものを支配する「ロゴス」を、壮大な形而上学的に捉えることであり、物事のあり方、基本法則や原理、現実を把握する思考法であるという。トライアレクティックスの基本は「トライアド推論」と呼ばれ、2つの相反する原則を統合する第3の仲介原則による二重性の克服である。イチャソは、この考えはかなり古く、世界中の知恵の伝統に見られる可能性があるとしている。グルジエフの3つの法則と同様に、トライアレクティックスは、あらゆる現象を3つの要因の観点から分析できると考える。イチャソはエニアグラムの図を使用して、トライアレクティックスの3つの法則を表している。
1. 変異の法則（The law of mutation）：宇宙にはあらかじめ決められた法則があり、ある「マテリアルの発現ポイント」（material manifestation point：MMP）から別のMMPへの変化が一定のパターンの中で起こるという法則である[6]。物質的な現象の発現は、「エネルギーを保持する中立点」、すなわちMMPで起こる[6]。この法則は、エニアグラムの図では、円の円周に沿った9つ点のシーケンスとして表される[73]。
2. 循環の法則（The law of circulation）：相反するものが平衡状態にあり、「すべてのものの中には、その見かけとは反対のものの種子がある」という法則である[6]。一見矛盾しているように見えるMMPも、循環のプロセスを通じて相互に関連していると考えられ[73]、変化とは、対立する力の衝突や闘争ではなく、エネルギーの循環による調和のとれたプロセスであるとされる[6]。この法則は、エニアグラムの図では、各ポイントに2つのウィングポイントがあり、それらが作用・反作用となってメインポイントを生み出すことが表されている[73]。
3. 引き寄せの法則（The law of attraction）：物事は安定したままではなく、より高い、またはより低いMMPの方へ方向付けられる、引き寄せられるという法則である[6][73]。安定は一時的なものであり、変化は避けられず、常に改善または悪化の方向に向かう[6][73]。この法則は、エニアグラムの図では内側の変化線として表される[73]。

イチャソは、非物質的な世界・精神世界を物質世界の上に置き、意識の明瞭化を目指す。身体や意識を様々に分類、定義するが、それぞれが「絶対的な心」あるいは「無限の意識」として理解される「唯一であり最上位の現実である神」の一面であるとみなす。身体は意識の表現であり、実はすべてが意識であると考える。
意識こそが第一の現実であるというその教えは、形而上学的には観念論の一種であり、ホープ大学哲学教授アンドリュー・J・デッロリオは、この点で仏教の瑜伽行唯識派（ヨーガチャーラ）に最も似ていると述べている。また、認知科学者の苫米地英人は、国際エニアグラム会議で第一人者たちの話を聞く限り、エニアグラムでタイプ分類される自我（性格・人格）は「空」というのが彼らの共通な意見であり、また、ヘレン・パーマーは、自我と統合されるべき「ハイヤースピリチャルセルフ」もまた完全に「空」（absolute empty）であるが、これには観察（observe）するという能力（機能）があると語っており、これは仏教の中観であると批評している。
イチャソは、主観的あるいは相対的な心（性格・人格）が現実という虚像を構築すると考え、それを停止し、心の奥に不動の、不変の、揺るぎない絶対的な心があることに気づくための方法に着目する。また、プロティノスの新プラトン主義と強い類似性を持ち、万物の究極的な統一を「一者」、現実を「心」と「理想形」の継承や現れと表現する。その理想主義的な一元論は、「神は永遠であり、私たちすべての中にあり、全てのものの中にあり、二もなく一である。」というクレド（信仰宣言）に見られるように、有神論的である。
純粋な意識は物質的な現実に先行する第一の現実であり、人間においては9つの構成要素として現れる。人間を構成する9つの要素とは、物質性（materiality）または要素（elements）、システム（systems）、精神活動（mentations）、感覚意識（senses consciousness）、精神的知覚（mental perceptions）、意識領域（domains）、感情（feelings）または差別的な心（discriminative mind）、意欲的な意思（willing intention）、アクセスの基盤（access base）である。アンドリュー・J・デッロリオは、この9つの構成要素と、5つの要素が因縁によって仮に集合し「自我」を構成するという仏教の概念「五蘊」との類似を指摘している。
イチャソは、自我を理解する上で基本となるのは、性、骨格、消化器、保護、循環、発現、調整、中枢神経系、統一系の9つの生理的システムを認識することであるとし、これらのシステムは順次チャクラのようなエネルギーセンターを生じると考える。これは、彼が「超知覚システム」と呼ぶものを構成する本能、機能、衝動として精神に反映される。性の極、空間機能、保存本能（「自己保存」、「親密」、「1対1」とも）、時間機能、関係本能（「性的」とも）、表現機能、調整機能、適応本能（「社会的」とも）、精神の極である。これらのシステムの中で最も重要なのは、3つの本能であり、それぞれの本能は、生き残るための基本的な「生きた問いかけ」を生得的に行う。「私はどうなのだろう？（“How am I ?）」（保存本能）、「私は誰といるのだろう？（With Whom am I ?）」（関係本能）、そして「私はどこにいるのだろう？（Where am I ?）」（適応本能）である。パーマーは、人は本能レベルで、自分を守りたい（自己保存）、大切な人やパートナーとつながりたい（性的）、集団の中で仲良くしたい、成功したい（社会的）といった欲求を内的に強く感じたり、外に表すことがあるとしている。
ナランホは、人間は意識によって統合された3つの内なるセンター（中心）を持つ存在で、それは頭（思考センター）、心（感情センター）、腹（本能センター）であり、それぞれの中心はそれぞれの目的を持っていると考えた。この3つのセンターのバランスを整え、それらが調和して働くことで、自分自身の中に平和を感じられるようになるという。彼の苦しみに関する理論では、人が苦しむのは、自分の内なる存在とつながっていないためである。本能センターの中に、イチャソの説く3つの本能が含まれる。
それぞれの本能は、経験的、類推的、分析的な理性を生み、過去の傷にしがみつく歴史的自我、自分をどう見せ、どう評価されるかを気にするイメージ自我、社会の中で自分の道を切り開こうとする実践的自我という3つの自我を生み出す。プラトンの魂の三分説のように、これらの自我は、内的バランスが実現するまで互いに争い、その結果、自然自我あるいはペルソナが生まれる。自然自我やペルソナは、自己観察を可能とする「観察者」として働き、自己実現や自己超越へと至ることを可能にする。自己観察のための有用なツールの1つが、9つのタイプの「自己の固着」に関するエニアグラムの理論である。

#### 意識の9段階
ジョン・C・リリーはイチャソから、サトリ（日本語の悟りとは意味の範囲が異なる）と呼ばれる否定的・低次のレベルから肯定的・高次の意識のレベルまでの9段階について学び、著作で報告しているが、これにはグルジェフィアンが用いる「振動番号」が使用されていたという）。意識のレベルの低い状態・否定的な状態から、振動番号768、384、192、96、48、24、12、6、3の9段階であり、3は古典的な悟りの状態であり、宇宙的な心との融合、神との合一の状態。48は肯定的でも否定的でもない中立的な状態。768は自己は悪であり無意味であるという、悪の典型、地獄の状態である。振動数96以下の状態は、その人の内部の何かがその人自身の本質や宇宙の法則に逆らっており、自分自身を制御できない、分裂した活動の状態となっているのだという。
本質（エッセンス）と自我（エゴ）が固定されているのに対し、自己（セルフ）は可変的であり、振動数3の状態では、自己は99％の本質を含有率し、意識の状態が否定的な振動レベルになるにつれ、本質の含有率は下がり、自我の含有率が上がると考えられている。自己における本質の含有率を上げることが目指される。
リリーによると、振動数24 - 3 の肯定的な意識の状態の実現を妨げる最初の大きな障害は、身体的な状態であり、ニュートラルな振動数48の状態も、身体的・精神的エクササイズでより良い状態になる。有効な精神的エクササイズの一つとして、イチャソの教えから導かれる心的偏向、自我偏向の考え方がある。
後にドン・リチャード・リソ・とラス・ハドソンは、意識の発達のレベルとして、それぞれのタイプに健全・通常・不健全の状態があるとし、各段階をさらに3つに分類し、イチャソと同様に9つの意識のレベルを提示した。

#### 主要な概念
イチャソの理論において、自分の自我または人格が現実という虚像を構築することをやめさせるための第一歩は、その在り方を知ることである。自分を観察する良い方法は、自分の自我の発達がエニアグラムのどの地点で、人生の中で蓄積された「カルマ」（典型的には幼児期のトラウマ）の結果、固着しているかを自覚することであるとされ、これは「カルマ・クリーニング」と呼ばれる。この固着の概念は、グルジエフが人の「主要な特徴」と呼んだものに似ており、大衆文化では、人の「性格タイプ」または「エニアグラムタイプ」として知られるようになったものである。アリカ学院の宿泊型グループトレーニングでは、「カルマ・クリーニング」、自己の成長・完全に覚醒した人生を送ることを妨げている問題やパターンを明らかにすることに焦点を当てたトレーニングは、初級レベルで行われていた。
エニアグラム研究所によると、アメリカのエニアグラム運動は、イチャソによる108のエニアグラムの内の最初のいくつか、特に4つをベースにしており、囚われのエニアグラム、美徳のエニアグラム、自我の固着のエニアグラム、聖なるイデアのエニアグラムと呼ばれている。これらのエニアグラムの意味を理解するには、イチャソがこのシステムを主に本質と人格（エゴ）の関係を解明するために設計したことに注意を払う必要がある。それぞれの聖なるイデアには対応する美徳があり、美徳とは、人間が本質に留まっている時に経験する心の本来的な資質であるとされる。人は本質から離れ、人格へと矮小化されると、「気づき（在るがままの認識、アウェアネス）」と「今ここに在る」ことを失う。聖なるイデアにおける「気づき」と「今ここに在る」ことの喪失は、その人の自我の固着であり、美徳との接触の喪失はその人の特徴的な囚われを引き起こす。
囚われは現実に対する根本的な感情的反応を表している。囚われは、喪失を伴う根本的な傷、恥、悲しみであり、人間の自我はこの大きすぎる喪失、苦しみを何とかしのごうと、自分にとってやりやすい対処法を考える。こうした対処法が囚われであり、一時的には効果があるかもしれないが、最終的にはうまくいかず、誤りである。囚われは本質的な美徳の歪みであるため、認識することは美徳を回復するのに役立つと考えられる。各タイプの美徳は、対応する囚われへの解毒剤、そのタイプの肯定的な特性の焦点として見ることができる。「今ここに在る」状態で美徳を想起（瞑想）することで、囚われは徐々に変容すると考えられる。美徳の回復と囚われの変容は、霊性の領域におけるエニアグラムの利用において非常に重要である。
ヘレン・パーマーは、「囚われ（著しい感情的傾向）」は、キリスト教の七つの大罪に「恐怖」と「欺瞞」を加えたもので、「このような感情的習性は、神の恩寵から物質世界に転落する間に発達したもの」であり、「幼児期の家庭生活への順応から派生した感情の陰の情熱（囚われ）」と呼ぶこともできると説明している。
「聖なるイデア」の視点を理解することは、自我の固着に対する解毒剤として機能する。聖なるイデアは、人が「今ここ」に目覚め、現実をありのままに見ているときに、透明で静かな心の中に自然に生じるものであるとされ、本質の非二元論的な視点、つまり「二もなく一」である統一された存在を知り、認識するための特定の方法を表している。聖なるイデアの喪失は、自己または現実に関する特徴ある思い込みを引き起こし、それがそのタイプの「自我の固着」と呼ばれる。自我の固着によって、人は聖なるイデアのバランスと自由を回復しようとするが、自我のものの見方は二元論的であり、統一へとバランスを回復することができない。人は、自分のタイプに特徴的な思い込みを見抜くことで、自分の本質の非二元論的な視点が回復すると考えられている。
誰もがすべての聖なるイデアと美徳を体現する力を持っているが、そのうちの一組は魂のアイデンティティの中心であるため、その喪失は最も強烈に感じられ、無益で自滅的なやり方ではあるが、人の自我は失ったそれを再現することに強く執着してしまう。
このように、囚われと自我の固着は、精神的・霊的な資質が自我の状態に矮小化してしまうことを表している。イチャソの理論では、人間が中心を失い、思考、感情、行動において歪んでしまう主な方法は9つあり、それは神とのつながりを忘れてしまう9つの方法であるという。魂の高次の性質とそれに対応する自我の歪みの間には、このように特別な関係があるため、人は「今ここに在ること」と「気づき」を利用して、自分の歪みのパターン（その特徴である囚われと自我の固着）を認識することによって、不明瞭になっていた気高い本質を認識できるようになる。気高い本質を想起したり、思索したりすることにより、失われていたバランスが回復し、その結果、本質としての自分自身への気づきが加速される。自分のタイプを知ることは、精神的・霊的な変容のプロセスを促進するために、自分の内面の働きをバランスの回復へと方向付ける方法である。

#### 9つのタイプ
9つの固着は、9つのシステムに対応する9つの「意識領域」に関連している。次の表は、イチャソによる自我の固着と固着が起こっている領域の表で、イチャソとアリカ学院に学んだ経験のある哲学教授アンドリュー・J・デッロリオの記事の情報に拠る。
| 番号             | 1                            | 2                          | 3                            | 4                        | 5                              | 6                                      | 7                                | 8                          | 9                              |
| ---------------- | ---------------------------- | -------------------------- | ---------------------------- | ------------------------ | ------------------------------ | -------------------------------------- | -------------------------------- | -------------------------- | ------------------------------ |
| 自我の固着       | エゴ-憤り （過度な完璧主義） | エゴ-追従 （過度に自立的） | エゴ-前進 （過度な能力主義） | エゴ-憂鬱 （過度な推論） | エゴ-出し惜しみ （過度な観察） | エゴ-臆病・卑怯 （過度にリスク親和的） | エゴ-計画立案 （過度な理想主義） | エゴ-復讐 （過度な正義家） | エゴ-怠惰 （過度に体制順応的） |
| 固着した意識領域 | 感情の領域                   | 健康と安全の領域           | 創造性の領域                 | 知的領域                 | 社会的相互作用の領域           | 仕事と活動の領                         | ヒエラルキーと権威の領域         | 法とモラルの領域           | 精神的領域                     |

アリストテレスの徳論のように、それぞれの自我の固着（しばしばエニアグラムの「タイプ」と呼ばれる）は、意識領域内の二項対立のどちらかに偏るのが習性であるとされる。例えば、タイプ1の「感情の領域」における偏りは、「自制心」と「無神経」、「気配り」と「気難しい」といったプラスマイナスのどちらかに偏る。また、タイプ8を主に持つ人は、自分にも他人にも厳しすぎるか、あるいは過度に放任する傾向があるとされる。このタイプは、自責の念に悩まされ、それを補うために自分や他人に冷たい仕打ちをすることで解放されようとする。このタイプの囚われは「過剰」であり、「カルマ・クリーニング」と「無垢」の美徳を身につけることによって克服できる可能性があると考えられる。
下の表は、9つのタイプの主な特徴と、その基本的な関係を示している。この表は、主にドン・リチャード・リソとラス・ハドソンの著書「Understanding Enneagram: The Practical Guide to Personality Types（改訂版）」の資料を用いて、イチャソの「自我の固着」「聖なるイデア」「囚われ」「美徳」を説明したものである。リソとハドソンは、本書でイチャソの「自我の固着」の理論をより包括的かつ有用にし、性格タイプを現代心理学とより明確に整合させよう試みるなど、いくつかの重要な点でイチャソのものから解釈を変更したと明言し、また、伝統的な教えの一部であった難解な秘教的要素と、彼らが役に立たない・間違っていると判断した解釈を排除したと述べている。エニアグラム理論家はそれぞれ理論を追加したり変えたり排除したりするため、他の理論家も様々な面で意見が異なる可能性がある。
| タイプ | 特徴的な役割               | 自我の固着         | 聖なるイデア     | 根源的な恐怖                         | 根源的な欲求                                   | 誘惑                                                       | 悪徳/囚われ                          | 美徳                  | ストレス/ 分裂 | 安心/ 統合 |
| ------ | -------------------------- | ------------------ | ---------------- | ------------------------------------ | ---------------------------------------------- | ---------------------------------------------------------- | ------------------------------------ | --------------------- | -------------- | ---------- |
| 1      | 改革者、完璧主義者         | ルサンチマン、怨恨 | 完璧             | 堕落、不均衡、邪悪であること         | 善良、高潔、均整                               | 偽善、酷評                                                 | 怒り                                 | 静穏                  | 4              | 7          |
| 2      | 助力者、与える人           | 追従               | 自由、意志       | 愛されていないこと                   | 愛を感じること                                 | 自身の欠乏・欲求の否定、心理操作（他者を欺瞞的に操ること） | 傲慢                                 | 謙虚                  | 8              | 4          |
| 3      | 達成者、実行者             | 虚飾               | 希望、行動規範   | 無価値                               | 価値を感じること                               | 常に「最高」であるよう自分を追い立てる                     | 欺瞞、虚栄                           | 正直                  | 9              | 6          |
| 4      | 個人主義者、空想的な人     | 憂鬱               | 起源             | 独自性や重要性がないこと             | 自分らしくあること                             | 自分探しに想像力を使いすぎる                               | 嫉妬                                 | 平静 (感情のバランス) | 2              | 1          |
| 5      | 調査員、観察者             | けち               | 全知、透明性     | 無力、能力・素質不足、不適格         | 習得、理解                                     | 観念を直接の経験の代わりにする                             | 貪欲（所有）                         | デタッチメント、超然  | 7              | 8          |
| 6      | 体制支持者、忠実で慎重な人 | 卑怯・臆病         | 信頼             | 支援や指導がないこと                 | 支援や指導を得ること                           | 優柔不断、疑念、安心を求める                               | 恐怖                                 | 勇気                  | 3              | 9          |
| 7      | 熱中する人、快楽主義者     | 計画立案           | 目新しさ、充実感 | 不満足、閉じ込められていること、貧困 | 不足がないこと、願い・欲求が満たされていること | もっと別のところに充実感があると考える                     | 暴食、貪欲（消費）                   | 素面、冷静            | 1              | 5          |
| 8      | 挑戦者、庇護者             | 復讐               | 真実             | 支配され、傷つけられ、侵害される     | 自己防衛                                       | 完全に自分のことは自分でできると思う                       | 煩悩、渇望（情欲・支配欲・金銭欲等） | 無邪気、無垢          | 5              | 2          |
| 9      | 調停者、まとめ役           | 怠惰               | 愛               | 喪失、分断、分離                     | 全体性、安心                                   | 対立を避け、自己主張を避ける                               | 怠惰                                 | 行動                  | 6              | 3          |

タイプは通常、番号で呼ばれているが、代わりに「特徴的な役割」（特徴的な原型の特性を意味する）が使われることもある。それぞれのタイプには、著者や教師によってさまざまな呼び名が使われている。

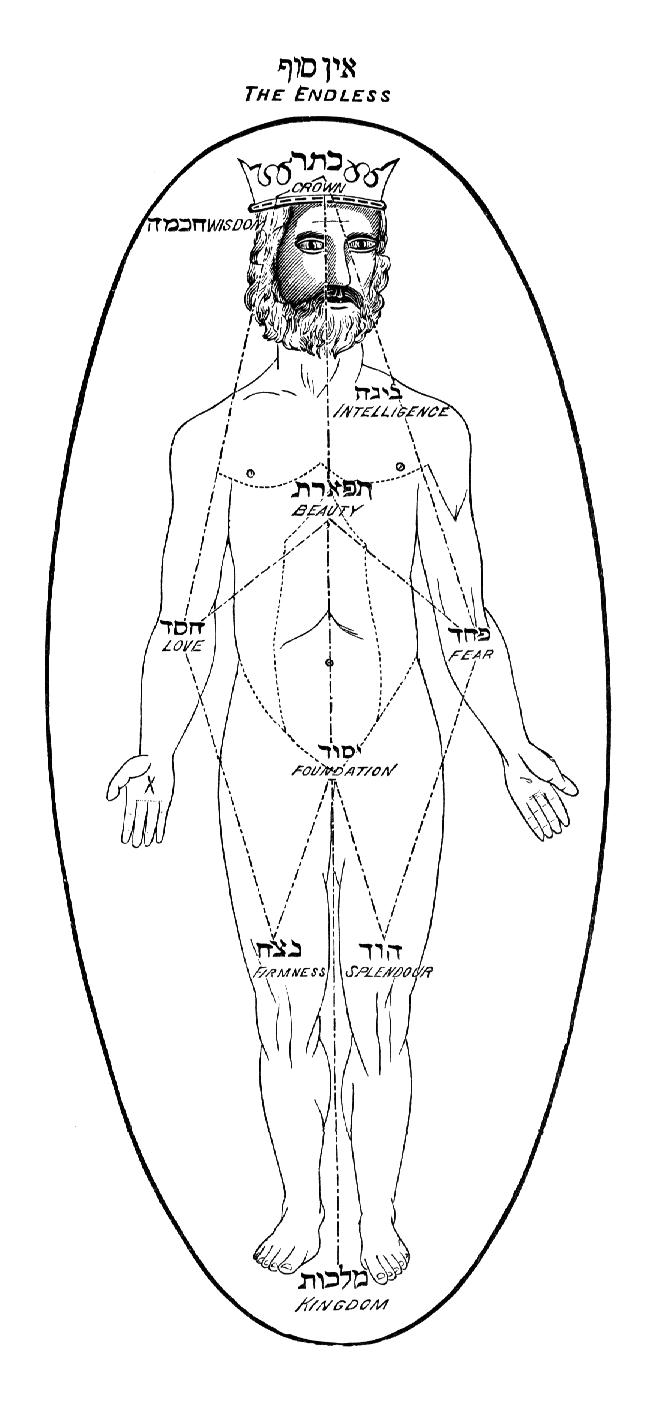
カバラの生命の樹（セフィロト）が描かれたアダム・カドモン（神により最初に創造された原人間）

イチャソは、「囚われ」の配置は大天使メタトロンが明らかにしたものだとしており、彼はカバラ（ユダヤ神秘主義）とエニアグラムは関連があるとしている。
リリーはイチャソに、自我の偏向と、心的偏向（mentation）や西洋占星術の上昇宮（誕生した時間・場所で東の地平線を上昇している宮（星座））を関連付ける方法を習っており、牡牛座を除くすべての上昇宮は、それにまつわる自我の偏向を持っているのだという。
「ストレス」と「安心」のポイント（「分裂」と「統合」のポイントと呼ばれることもある）は、エニアグラムの図の線で結ばれたタイプで、より不利な状況やリラックスした状況で人に影響を与えると信じられている。この理論によると、例えば、１番目のタイプを主に持つ人は、ストレスを感じると4のタイプを持つ人のように、リラックスすると7のタイプを持つ人のように考え、感じ、行動するようになる可能性がある。

#### ウイング
エニアグラム性格理論家の多くは、全てではないが、人の基本的なタイプは、エニアグラムの図に示された隣接する2つのタイプのパーソナリティの力学によって、少なくともある程度は修正されると教えている。この2つのタイプは、しばしば「ウイング」と呼ばれている。例えば、「3」の性格タイプを持つ人は、「2」と「4」のタイプをウイングとして持っていると理解することができる。エニアグラム図形の円は、タイプやポイントが、隣接するタイプやポイントとは無関係な別個のタイプやポイントとしてではなく、スペクトラム上にある、つまり、あいまいな境界をもちながらも連続するものであることを示しているとも言える。したがって、ある人は、コア・タイプと、コア・タイプに影響を与えるが変化させない1つまたは2つのウイング・タイプを持っていると理解されることがある。
アンソニー・エドワーズによるウイング理論に関する実証的研究では、このウイング理論を支持する根拠は見つからなかった。

#### 接続線
エニアグラムの理論家の中には、ポイントを結ぶ線が、タイプの説明から得られる情報にさらなる意味を与えると考える人もいる。「安心」と「ストレス」のポイント、あるいは「統合」と「分裂」のポイントと呼ばれることもあるが、理論家の中には、これらの接続されたポイントもその人の全体的な性格に影響を与えると考える人もいる。このように考えると、コアタイプと線で結ばれた2つのポイントと、2つのウイングポイントの少なくとも4つのポイントが、その人の全体的な性格に影響を与えていることになる。接続線に関する初期の教えは、それを開発したクラウディオ・ナランホを含む多くのエニアグラム教師によって、現在では否定されたり修正されたりしている。

#### 本能のサブタイプ
イチャソが説く「超知覚システム」、またはナランホが説く3つのセンターに含まれる3つの異なる本能は、エニアグラムのタイプに影響を与えるとされており、人は保存本能、適応本能、関係本能の方にそれぞれ向かう傾向があることが示唆される。これらの本能は、各タイプの動機に方向性を与え、9つのタイプの間に微妙な差異を生み出すとされている。
各本能のうち、どれが優位に発達し、表に現れているかによって形成される特徴が、3つの「本能のサブタイプ」と呼ばれている。9つのタイプがそれぞれ3つのサブタイプのいずれかとしても表現できるとするなら、27の異なる性格パターンが存在することになる。一方サブタイプを、生存の可能性を高める（「保存」領域）、社会を生き抜くスキルを高める（「ナビゲート」領域）、生殖の成功の可能性を高める（「伝達」領域）という3つの領域または本能の一群とする見方もある。こうした理解では、サブタイプは、各本能の一群を持つ人それぞれの個人差の反映である、と考えられる。人は3つの本能エネルギーのすべてが機能していると考えられているが、1つのタイプが支配的な場合もあるとされる。リソは、人は一番強い本能以外の本能もよく発達しているが、残りの3つ目の本能はあまり発達していない（つまり3つのうち2つが優勢である）ことが多いようだと考えている。

### 自我の固着（性格）の解放のための実践
第一段階としてエニアグラムを活用した自己理解があり、次に自我をあるべき姿に戻すためのアプローチが続く。ただし、大衆文化におけるエニアグラムでは、実践的アプローチはほとんど知られておらず、行われていない。エニアグラムのワークショップを開催する橋村令助は、タイプが明確につかめるようになると、「タイプが分かったとしても、だからどうなの？」という疑問がわき、同様の質問も受けるが、これは切実な問いかけだと述べている。
大衆的なエニアグラムの指導者では、実践的アプローチを経ずに、理論だけを学んだと思われる。実践的アプローチは、指導者のもとで徹底的に指導を受ける必要があるという。
理辺良保行によると、第二段階は「囚われ」との戦いになり、第三段階は瞑想に入る。囚われは、自分の自我の固着の有様を自覚し（第一段階）、その固着のタイプが必要とする美徳を身につけることで克服できる可能性があると考えられているため、真理の聖なるイデアを瞑想することで、美徳が育つことを助け、精神を静めることを目指す。
イチャソに学んだジョン・C・リリーによると、アリカ学院でおこなれていた身体的エクササイズは、ハタ・ヨーガと合気道をベースに、ハタ・ヨーガやその他のヨーガ、空軍で行われるいくつかの体操などの既存の動きやポーズを組み合わせた、約3ダースの一連の身体的エクササイズである。「身体の全ての筋肉と関節を使い、内臓をマッサージし、内耳の入り口の機関を調整し、身体‐脳の機序全体を立て直すもの」であるという。また、「パンパス」と呼ばれる荒野での過酷なエクササイズも実践されており、呼吸・血液循環・新陳代謝を含む全体的な機能単位としての身体を育むために考案された。それぞれのエクササイズは、身体の動きと協調するマントラや祈りがあったという。リリーは、精神的エクササイズとして、イチャソの教えから導かれる心的偏向・自我偏向の考え方、ジュニューナ・ヨーガ（知のヨーガ）、グルジエフや弟子のウスペンスキー、A・R・オレージの著作で提供されたもの、「キリストの祈り」の名で呼ばれるものを上げている。これらの実践により、身心に固着した否定的状態の突破が目指される。
理辺良は、一般にひろまっているエニアグラムでは、アメリカでも日本でも第二段階以降のアプローチがないと指摘している。そのため、第一段階で自己への気づきがあっても、その後どうすればいいかわからず生かすことができないという問題点を指摘している。理辺良は、実践のワークショップでは、自己の歪み等と向き合うことになるため、成熟した指導者と、生徒と指導者の信頼関係、自己成長のためにつらい経験をすることになっても耐える生徒の覚悟が必要になると述べている。そのため、ビジネスの場や商業目的で使われる場合などと異なり、自己成長のためのエニアグラムは大勢での実施には向いていないという。

## 批評

### 代替的霊性としての流行
エニアグラムは霊性の要素があるが特定の宗教に結び付いておらず、キュレーションサイトとブランド戦略の中で育った「SBNR（無宗教型スピリチュアル層）」世代にとっては、特に魅力的なツールとも言える。ロサンゼルス・タイムズのマルシア・ガーバーは、近年自己啓発ツールは飽和状態だが、エニアグラムはその消化しやすさで他と一線を画しており、魅力的で心強いミームを簡単に生み出すことができると述べている。その流行は、占星術の流行との類似性が指摘されているように、激動の時代には宗教儀式や他の伝統的ではない信念体系に慰めを求める人々がいるという、現代的な現象の一種であると指摘されている。レッドランズ大学の宗教学教授フラン・グレースは、エニアグラムの人気は、混沌とした世界の中で、人々が自分でコントロールできる唯一のもの、つまり自分自身を変えるのに役立つツールを切望しているためだと語っている。マルシア・ガーバーは、エニアグラムの支持者には自己啓発中毒のような人が多いと述べている。

### 悪影響を与える可能性
理辺良保行は、アメリカ人より日本人は自我が弱いため、自分のタイプが分かりにくいかもしれず、また、一定以上に自我構造が弱い人、自我の成熟度が低い人が利用するのは不適切であり、ファシリテーターがカルトのように精神的に弱い人を取り込んだり、自分の自我を生徒に押し付けてつぶしてしまわないよう、その指導が問われると述べている。ヘレン・パーマーは「エニアグラムの問題は、それが優れていること」であり、うまく使えばよく知らない人の性格も言い当てられるため、悪用し霊能者を装った人がいたと語っている。
ラス・ハドソンは、エニアグラムは「われわれがよりいっそう『いまここ』に在り、体験していることや本来の自分を、より深い次元において認識する手助けをしてくれる手段」であるとみなしており、この種の深い志向性を欠いていると、エニアグラムを学ぶこと自体が目的化し、自己防衛のため、自分や他者をコントロールするため、白己愛を満たすため、偏った自我を存続させるために、「自我」が学んだ情報を都合よく利用するといったことが起こりかねないと語っている。エニアグラムの学び始めた最初は、おもちゃで遊ぶように学ぶことに夢中になってしまいがちなので、こうしたことはある程度は避けられないという。
吉福伸逸は、本人が自分で自分の有様を見つけなければ意味がなく、その確認作業の役には立つだろうが、タイポロジーに囚われると取り込まれてしまうと、難しさを指摘している。
目の前の人間をカテゴライズし、わかった気になるという弊害もある。ヘレン・パーマーは、西洋人はカテゴライズにより情報量を絞り、原因を知り結果を予測することに毒されており、また未知のものと接する緊張感を緩和したいと望んでいるため、どうしても相手を9つのタイプに当てはめたくなると述べている。心理学者のロバート・フレイガーは、エニアグラムを学ぶ人にとって最大の危険は、数字の背後に人間がいることを忘れ、単純化しすぎ、周りの人をステレオタイプ化しやすくなることだと警告し、「常にすべての人について正しい人格理論はない」と語った。
懐疑論者のパトリック・バーメレンは、エニアグラムが人事に影響を与えていることについて、人事担当者は誠実さと尊厳をもって業務を遂行すべきで、迷信やスピリチュアルな疑似科学を使うべきではなく、道徳的観点から早急に利用をやめるべきだと批判している。

### 内容や解釈が不統一
エニアグラムは統一された定義や理論がなく、各派、各人が自由に理論を解釈し、作り、教えており、内容が一定しない。ランカスター大学心理学部教授のアンソニー・エドワーズは「学派によって違った用語が使われていたり、エニアグラムそのものの解釈さえ違っていたりすれば、これからエニアグラムを学ぼうとする初心者は、何がなんだかわからないだろうし、著者の書評をすべての学派の論点から書ける評論家がいないといった問題も生じてくる」と指摘している。
同じ人物の書籍でも理論の内容は変化している。ヘレン・パーマーもドン・リチャード・リソも、彼ら自身を含め、改善を続ける限り全ての分析家の理論が変化し続けることを認めており、リソは著作で「本書はエニアグラムに関しても性格のタイプに関しても最終決定版ではないし、またそうなることはあり得ない」と書いている。

### 科学的視点
エニアグラムは霊的探求の試みから、心理学的解釈や心理学の理論との関連付けが行われ、ビジネスや自己啓発、セラピー等の世界に進出した。大衆的エニアグラム理論家たちは効果が科学的に実証されていることを主張しており（例えば鈴木秀子は、20世紀後半以降スタンフォード大学の心理学者を中心に科学的検証が行われ、アメリカを中心に世界各国で科学的検証を経ていると主張している）、彼らの主張の科学的妥当性・有効性が問われている。エニアグラムの考えはある程度の人気を得ているが、エニアグラムは偽科学であり、解釈に左右されるもので、科学的に検証することが困難であるという批判を受けている。「信頼性や妥当性が実証されていない評価方法」との批判もある。科学的懐疑論者のロバート・トッド・キャロルは、「あまりに曖昧で融通が利くので、関連するものは何でも理論に合うように押し込むことができ、テストすることができない」と述べ、疑似科学理論のリストにエニアグラムを含めた。懐疑論者でビジネスコーチのパトリック・バーメレンは、エニアグラムは3つの人格センター、3つのステージの存在を主張するが証拠はなく、9つのタイプの理論付けがどこから来たのか科学的根拠が説明されておらず、支持者たちが、精神医学の診断に役立つ、顧客の理解に役立つ、よりよい経営者になるのに役立つといった強い主張の根拠はない述べている。また、ビッグファイブ性格特性のように現代的でよく研究された、信頼できる有効なツールを採用せず、科学的証拠に欠けるにも関わらずエニアグラムを支持するのは、自身の信念体系と確証バイアスの影響を受けているのではないかと批判的に推測している。
性格論の世界的権威であるオランダの心理学者ウィム・ホフステーは、「エニアグラムはまともな科学的モデルではない。エニアグラムは本格的な科学的モデルではなく、混迷し、急速に変化する「レイ・サイコロジー（直感的な素人心理学）」の分野に属するもので、盛んに金儲けをしているように見える。エニアグラムを扱うオランダ心理学者協会の会員である心理学者は、専門知識に関する職業倫理規定の第III.3条に基づいて苦情を受けるリスクがある。心理学者でない人の場合、もちろんそのような制限は適用されないが。しかし、エニアグラム業界は、科学的な研究者で専門家である私たちの人格についての明細書を作っているが、はっきり言って、それは単にナンセンスである。」と警告している。
アメリカ心理学会などの心理学団体の博士レベルのメンバー101人を対象としたデルファイ投票では、エニアグラムは、メンバーの25％以上が人格評価として評価できないと判断した5つの心理療法やテストの中に含まれていた。エニアグラムに詳しい心理学専門家の評価スコアは平均4.14点（第1回調査では3.37点）で、ほぼ「おそらく信用できない」という評価である（3＝信用できない可能性がある、4＝おそらく信用できない、5＝確実に信用できない）。
臨床精神医療における利用を模索する精神科医のブレント・シュニプケと医学生のモーガン・アレクサンダーは、エニアグラムを判断する補助的なテストであるRHETIを、個人のタイプを特定する目的で使用することは、研究目的では統計的に許容されると考察し、客観的な研究では限界があるものの、性格検査に使用される3つの基準、予測的妥当性、実証された有用性、および包括性を満たしているようであると述べている。一方バーメレンは、RHETIテストは、5段階のリッカート尺度を使用しているが、テストが優れた理論的構成要素を示すことを実証しておらず、基準の妥当性などが報告されていない。また、エニアグラム図では9つのタイプは円周上に等間隔で表され、各タイプの連続性を示唆しているにも関わらず、テスト自体は連続的な次元がなく、理論とテストに齟齬があると述べている。
シュニプケとアレクサンダーは、エニアグラムの診断結果が妥当であるかはともかく、人々が、自分自身の強み、弱み、傾向、成長について説得力ある洞察を得たと感じた体験は、有用性の貴重な指標になると評価している。
シュニプケとアレクサンダーは、DSM-5の補遺に収録されている人格障害の代替的モデルは、障害を特定の性質によって特徴づけており、それぞれの健全なレベルと不健全なレベルに注目するもので、エニアグラムと類似していると述べている。ナランホを含む多くのエニアグラム理論家が、エニアグラム各タイプの人が精神的に不健康になった場合に、特定の人格障害の特徴を示すという理論を提案しているが、その正当性を検証する研究はほとんど行われていない。シュニプケとアレクサンダーは、ある種の人格タイプが、特定の人格障害に向かう傾向があるとして、その逆は必ずしも正しくないかもしれないと指摘し、例えば、自己愛性パーソナリティ障害と診断される人が、必ずしもタイプ3のパーソナリティを持つ人であるとは限らないと述べている。
鈴木秀子は、カトリックの神父や神学者がわずか数年で数十万人の性格タイプの分類を試み、3万人は追跡調査まで行い、これにより、すべての人間にの本質には9つのタイプがあり、しかも各タイプの人間の数は世界中どの地域でもほぼ均等に9分の1である、というエニアグラムの公理が証明されていると主張しているが、こうした主張はほかのエニアグラム理論家にもみられない。

### 宗教的視点
エニアグラムはキリスト教界でかなり人気があるが、キリスト教の聖職者が宗教活動の一環として用いること、キリスト教的解釈を施しての利用には、キリスト教者とエニアグラム理論家の双方から批判がある。
創始者のイチャソとナランホは、イエズス会が霊的指導のためにエニアグラムを使っているということに、かなり否定的である。 イエズス会の特徴と言われているのが黙想指導（瞑想）であり、黙想などを含む霊的修行のプログラム「霊操」で、罪の概念を用いて、その人の罪の傾向について指導する。宗教的な枠の中で罪の概念と関連させ指導されるため、イチャソは、特定の宗教の宗派のために使うと意味が変わってしまい、本来の姿を歪めると考え、キリスト教での使用に反対しており、ナランホもカトリック系のグループの解釈については否定的である。
クリスチャンにとって、エニアグラムの実践は信仰を揺るがせる面があるという意見がある。エニアグラムの実践は、自分の欠点に愛情を込めて取り組み、自身の中に最高のものを見出すための導きとして扱うことであるが、あるクリスチャンのエニアグラムのコーチは、欠点とは本質的な悪の兆候ではなく、その人が持っているギフトの影で本質的に良きものであり、その良きものを取り戻すのだと語っている。こうした考えは正統派キリスト教の根幹にある原罪と、救いを求め救世主を待望する思想とはかけ離れている。カルヴァン主義の予定説では魂の救済は人間の意志によるのではなく神によって定められているとされるが、エニアグラムは内省と受容による自己改善を主張する。エニアグラムの実践は、カルヴァン主義の思想への挑戦となっており、キリスト教徒の間で流行したが、当然波風を立たせ、キリスト教関係者からの批判も少なくない。
2000年には、米国カトリック司教協議会の教義委員会が、司教が教区でエニアグラムを使用する際の評価材料として、エニアグラムの起源に関する報告書の草案を作成した。報告書は、エニアグラムとローマ・カトリックの交わりに対する見解として、潜在的な懸念事項があり精査が必要であると述べ、「エニアグラム・システムは伝統的なキリスト教の教義や霊性とはほとんど共有するものがないが、現代科学の方法や基準ともほとんど共有するものがない…証明責任はエニアグラムの支持者にあり、彼らは自身の主張に関する科学的証拠を提供しなければならない。」と述べている。。
これは、一部のイエズス会や他の修道会のメンバーが、エニアグラム性格論にキリスト教的な理解を加えて教えていることに対するものであり、2003年のバチカン文書「
ニューエイジについてのキリスト教的考察」では、エニアグラムが「霊的成長の手段として用いられる場合、キリスト教信仰の教義と生活において疑義をもたらす」と述べている。Mediumが運営するForgeの記者は、クリスチャンの道徳は善悪に明確な境界線を引く厳格なものであり、診断を出発点に自分自身について考察するこのアプローチは、そこからの著しい逸脱であると述べている。
近年の若いクリスチャンの間での流行について、クリスチャンの情報サイトTheology Think Tankのブランドン・メディーナは、アメリカではメガチャーチが勢力を拡大しているが、若者はその説教の娯楽性に安っぽさ、偽物感を覚えて幻滅して離れ、本当にリアルで超越的なものを求め、エニアグラムに辿り着く人がいるのではないかと分析している。流行の契機となったスザーナ・スタビレは、若いクリスチャンは明白に聖書ではないものを取り入れることを恐れておらず、また、親世代のように「他者」を恐れることがないと語っている。
ブランドン・メディーナは、エニアグラムの台頭は、キリスト教の一部がLGBTQコミュニティや他の疎外されたグループのための場所を作ろうとし始めた時期と被るが、偶然ではなく、聖書を文字通り解釈し道徳的な線引きをすることの代償の大きさを、多くの人々が目の当たりにし、恥や裁きを受容と自己愛に置き換えるシステムを魅力的な救済策と感じたためであると分析している。

### 文化的偏見の影響
歴史的に見て、少なくともアメリカではほとんどの講師が白人だったといわれており、英語で出版された本のほとんどは白人の西洋人教師によるものである。エニアグラムに限ったことではないが、講師は自分自身の人生というレンズを通して世界を解釈しており、ある講師は、このツールの機微を理解し、クイズやトレーニングに内在する文化的偏見を考慮するために、真剣な研究が必要だと語っている。ある黒人女性はおそらくタイプ8（挑戦者、庇護者）だろうと言われたが、黒人女性は怒りっぽくて強いという固定観念による診断ミスだと感じたという。
近年では、民族的に多様なバックグラウンドを持つエニアグラムの教師が少しずつ増えている。